# Myrciamyia maricaensis
Myrciamyia maricaensis är en tvåvingeart som beskrevs av Maia 1996. Myrciamyia maricaensis ingår i släktet Myrciamyia och familjen gallmyggor. Inga underarter finns listade i Catalogue of Life.